# Duc de Santa Cruz
 (mars 2023).
Si vous disposez d'ouvrages ou d'articles de référence ou si vous connaissez des sites web de qualité traitant du thème abordé ici, merci de compléter l'article en donnant les références utiles à sa vérifiabilité et en les liant à la section « Notes et références ».

Armes d'Auguste de Beauharnais, duc de Santa Cruz.

Duc de Santa Cruz était un titre de l'Empire brésilien créé par décret du 5 novembre 1829 par l’empereur Pierre Ier du Brésil pour son beau-frère, le prince Auguste de Beauharnais.
Cinq ans plus tard, en décembre de 1835, Auguste devient aussi beau-fils de Pierre Ier, quand il est choisi comme fiancé de la fille de l’empereur, la reine Marie II de Portugal.
La toponymie associée à ce titre concerne Santa Cruz, aujourd’hui un quartier de Rio de Janeiro.

## Liste des titulaires
1. Auguste de Beauharnais (1810–1835), aussi 2e duc de Leuchtenberg (1824-1835), 2e prince d'Eichstätt (1824-1835), prince consort de Portugal (1835).